# Mortes em março de 2011
Mortes em 2011: ← Janeiro – Fevereiro – Março – Abril – Maio – Junho – Julho – Agosto – Setembro – Outubro – Novembro – Dezembro →
Esta é uma relação de pessoas notáveis que morreram durante o mês de março de 2011, listando nome, nacionalidade, ocupação e ano de nascimento.

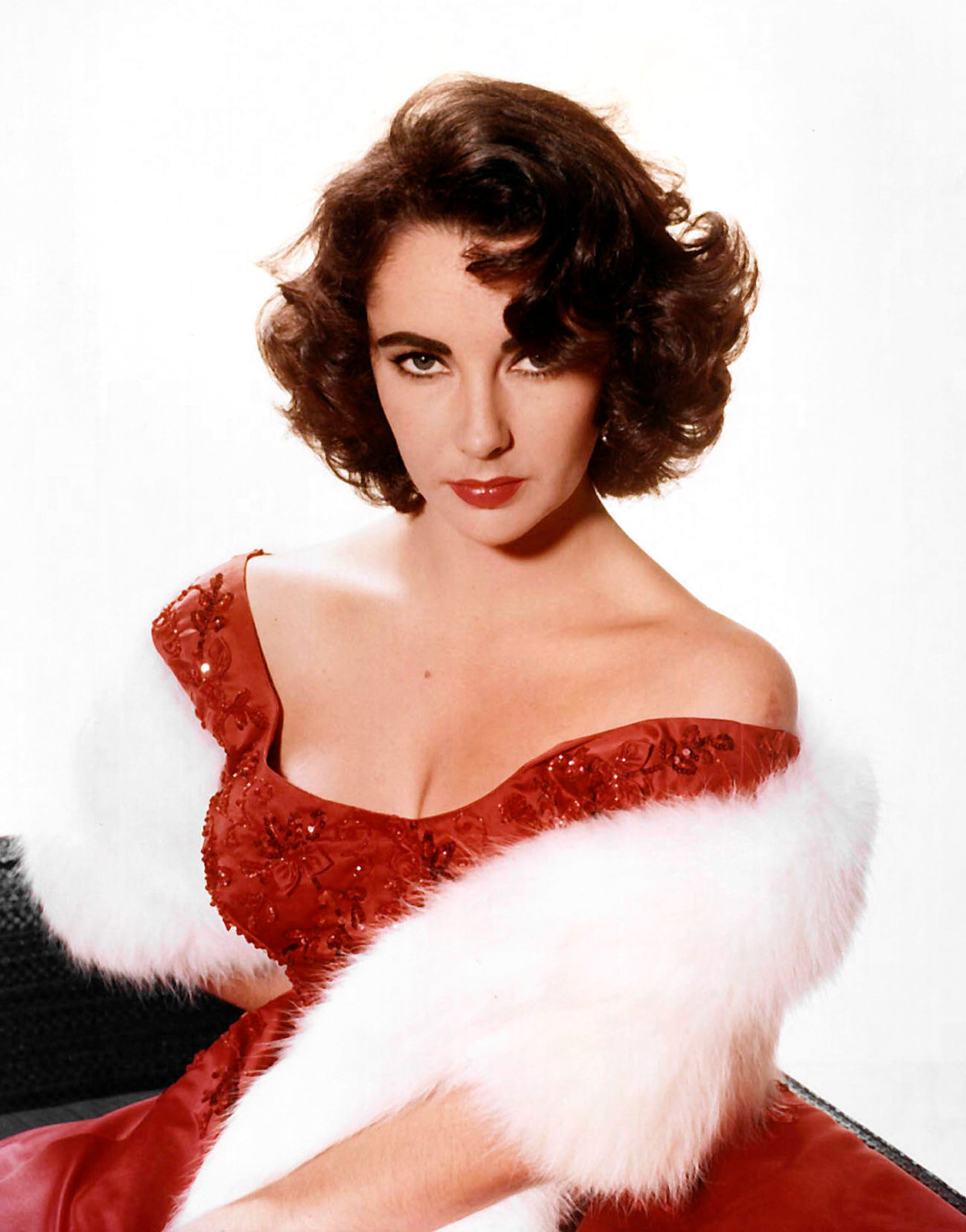
Elizabeth Taylor, atriz anglo-estadunidense.

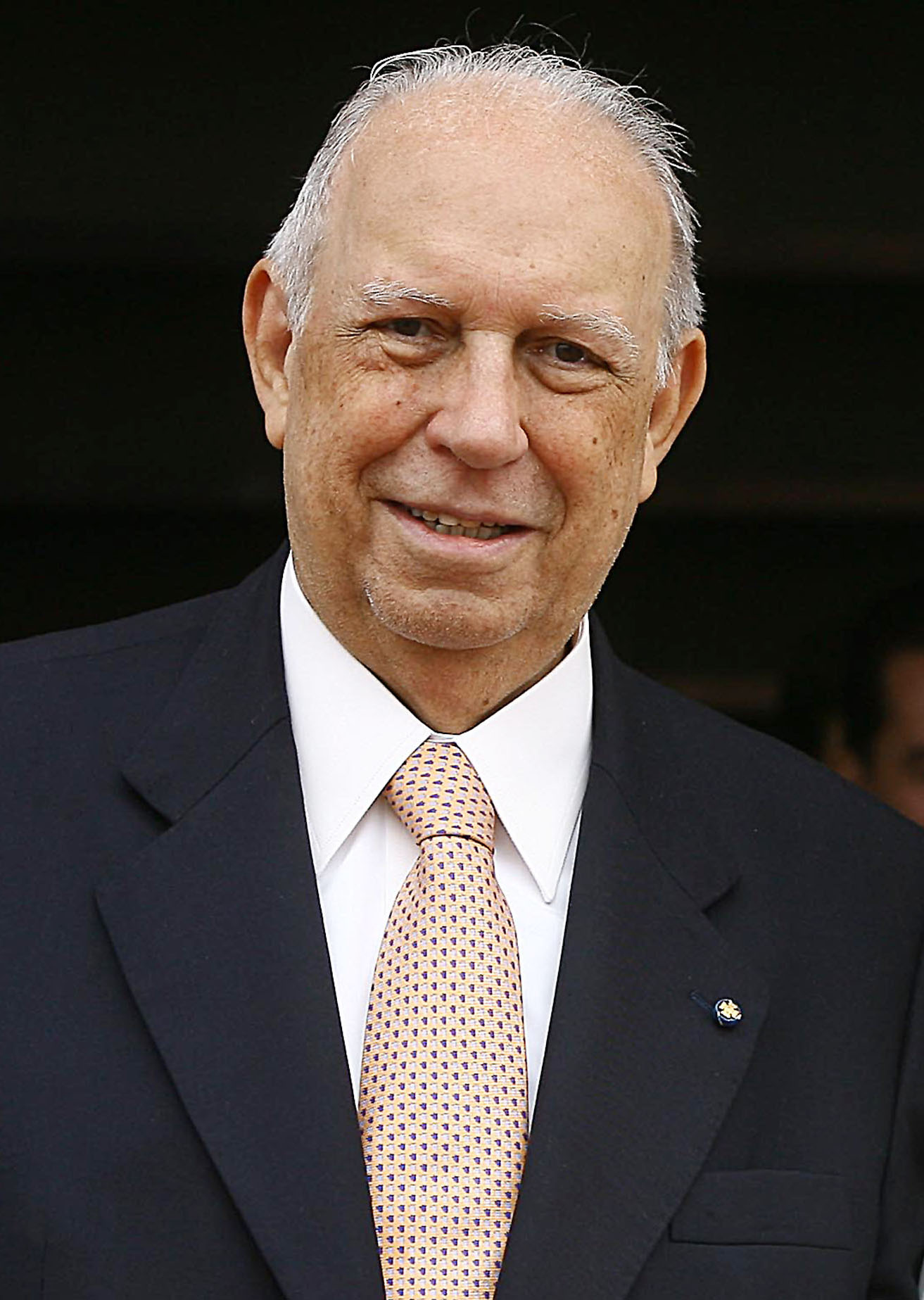
José Alencar, político brasileiro.

| Dia | Nome                     | Profissão ou motivo de reconhecimento | Nacionalidade         | Ano de nasc. | Ref     |
| --- | ------------------------ | ------------------------------------- | --------------------- | ------------ | ------- |
| 1   | Barklie Lakin            | Industrial                            | Inglaterra            | 1914         | [ 1 ]   |
| 1   | Fateh Singh Rathore      | Especialista em tigres                | Índia                 | 1938         | [ 2 ]   |
| 1   | Hazel Rowley             | Escritora                             | Austrália             | 1951         | [ 3 ]   |
| 1   | Ion Monea                | Pugilista                             | Roménia               | 1940         | [ 4 ]   |
| 1   | John Lounge              | Astronauta                            | Estados Unidos        | 1946         | [ 5 ]   |
| 1   | Leonard Lomell           | Militar                               | Estados Unidos        | 1920         | [ 6 ]   |
| 2   | Allan Louisy             | Político                              | Santa Lúcia           | 1916         | [ 7 ]   |
| 2   | Anthony Brooke           | Nobre                                 | Reino Unido           | 1912         | [ 8 ]   |
| 2   | Art Statuto              | Jogador de futebol americano          | Estados Unidos        | 1925         | [ 9 ]   |
| 2   | Bernard Cywinski         | Arquiteto                             | Estados Unidos        | 1940         | [ 10 ]  |
| 2   | Enrique Curiel           | Político                              | Espanha               | 1947         | [ 11 ]  |
| 2   | Erling Kroner            | Músico                                | Dinamarca             | 1943         | [ 12 ]  |
| 2   | John Haines              | Escritor                              | Estados Unidos        | 1924         | [ 13 ]  |
| 2   | Ruby Muhammad            | Religiosa                             | Estados Unidos        | 1907         | [ 14 ]  |
| 2   | Shahbaz Bhatti           | Político                              | Paquistão             | 1968         | [ 15 ]  |
| 2   | Thor Vilhjálmsson        | Escritor                              | Islândia              | 1925         | [ 16 ]  |
| 3   | Al Morgan                | Produtor de TV                        | Estados Unidos        | 1920         | [ 17 ]  |
| 3   | Aldo Clementi            | Compositor                            | Itália                | 1925         | [ 18 ]  |
| 3   | Aracy Guimarães Rosa     | Diplomata                             | Brasil                | 1908         | [ 19 ]  |
| 3   | Irena Kwiatkowska        | Atriz                                 | Polónia               | 1924         | [ 20 ]  |
| 3   | James L. Elliot          | Astrônomo                             | Estados Unidos        | 1943         | [ 21 ]  |
| 3   | James Travers            | Jornalista                            | Canadá                | 1948         | [ 22 ]  |
| 3   | Lasse Eriksson           | Comediante                            | Suécia                | 1949         | [ 23 ]  |
| 3   | May Cutler               | Política                              | Canadá                | 1923         | [ 24 ]  |
| 3   | Paquito Diaz             | Ator                                  | Filipinas             | 1937         | [ 25 ]  |
| 3   | Theron Strinden          | Político                              | Estados Unidos        | 1919         | [ 26 ]  |
| 4   | Alenush Terian           | Astrônoma                             | Irão                  | 1920         | [ 27 ]  |
| 4   | Annie Fargue             | Atriz                                 | França                | 1934         | [ 28 ]  |
| 4   | Arjun Singh              | Político                              | Índia                 | 1930         | [ 29 ]  |
| 4   | Charles Jarrott          | Cineasta                              | Inglaterra            | 1927         | [ 30 ]  |
| 4   | Chester Kahapea          | Cientista                             | Estados Unidos        | 1945         | [ 31 ]  |
| 4   | Ed Manning               | Basquetebolista                       | Estados Unidos        | 1943         | [ 32 ]  |
| 4   | Frank Chirkinian         | Produtor de TV                        | Estados Unidos        | 1926         | [ 33 ]  |
| 4   | Johnny Preston           | Cantor                                | Estados Unidos        | 1939         | [ 34 ]  |
| 4   | Krishna Prasad Bhattarai | Político                              | Nepal                 | 1924         | [ 35 ]  |
| 4   | Mikhail Simonov          | Engenheiro                            | Rússia                | 1929         | [ 36 ]  |
| 4   | Simon van der Meer       | Físico                                | Países Baixos         | 1925         | [ 37 ]  |
| 4   | Vivienne Harris          | Jornalista e empresária               | Inglaterra            | 1922         | [ 38 ]  |
| 5   | Alberto Granado          | Médico e escritor                     | Argentina             | 1922         | [ 39 ]  |
| 5   | Lina Ron                 | Política                              | Venezuela             | 1959         | [ 40 ]  |
| 6   | Ján Popluhár             | Futebolista                           | Eslováquia            | 1935         | [ 41 ]  |
| 6   | Jean Bartel              | Modelo e atriz                        | Estados Unidos        | 1923         | [ 42 ]  |
| 6   | Mike DeStefano           | Comediante                            | Estados Unidos        | 1966         | [ 43 ]  |
| 7   | Adrián Escudero          | Futebolista                           | Espanha               | 1927         | [ 44 ]  |
| 8   | Iraj Afshar              | Escritor                              | Irão                  | 1925         | [ 45 ]  |
| 8   | Mike Starr               | Músico                                | Estados Unidos        | 1966         | [ 46 ]  |
| 9   | Armando Goyena           | Ator                                  | Filipinas             | 1922         | [ 47 ]  |
| 9   | David S. Broder          | Jornalista                            | Estados Unidos        | 1929         | [ 48 ]  |
| 9   | Inge Sørensen            | Nadadora                              | Dinamarca             | 1924         | [ 49 ]  |
| 10  | David Viñas              | Escritor                              | Argentina             | 1927         | [ 50 ]  |
| 10  | Mario Clavell            | Cantor e ator                         | Argentina             | 1922         | [ 51 ]  |
| 11  | Donny George             | Arqueólogo                            | Iraque                | 1950         | [ 52 ]  |
| 11  | Eduardo Valverde         | Político                              | Brasil                | 1957         | [ 53 ]  |
| 11  | Jorge Cherques           | Ator                                  | Brasil                | 1928         | [ 54 ]  |
| 12  | Ali Hassan al-Jaber      | Jornalista                            | Catar                 | 1955         | [ 55 ]  |
| 12  | Italo Pizzolante         | Músico                                | Venezuela             | 1928         | [ 56 ]  |
| 12  | Joe Morello              | Músico                                | Estados Unidos        | 1928         | [ 57 ]  |
| 12  | Nilla Pizzi              | Cantora                               | Itália                | 1919         | [ 58 ]  |
| 12  | Tawfik Toubi             | Político                              | Israel                | 1922         | [ 59 ]  |
| 13  | Owsley Stanley           | Químico                               | Austrália             | 1935         | [ 60 ]  |
| 15  | Chiquinha Gonzaga        | Cantora                               | Brasil                | 1925         | [ 61 ]  |
| 15  | Joaquim Pinto Machado    | Político                              | Portugal              | 1930         | [ 62 ]  |
| 15  | Gaitero                  | Futebolista                           | Brasil                | 1926         | [ 63 ]  |
| 15  | Nate Dogg                | Rapper                                | Estados Unidos        | 1969         | [ 64 ]  |
| 15  | Smiley Culture           | Músico                                | Inglaterra            | 1962         | [ 65 ]  |
| 15  | Yakov Kreizberg          | Maestro                               | Rússia                | 1959         | [ 66 ]  |
| 17  | Michael Gough            | Ator                                  | Malásia               | 1916         | [ 67 ]  |
| 17  | Marina Malafeeva         | Produtora musical                     | Rússia                | 1974         | [ 68 ]  |
| 18  | Antoinette de Mônaco     | Princesa                              | Mónaco                | 1920         | [ 69 ]  |
| 18  | Enzo Cannavale           | Ator                                  | Itália                | 1928         | [ 70 ]  |
| 18  | Jet Harris               | Músico                                | Inglaterra            | 1939         | [ 71 ]  |
| 18  | Warren Christopher       | Diplomata                             | Estados Unidos        | 1925         | [ 72 ]  |
| 18  | Ze'ev Boim               | Político                              | Israel                | 1943         | [ 73 ]  |
| 19  | Guillermo Ford           | Político                              | Panamá                | 1938         | [ 74 ]  |
| 19  | Knut                     | Urso polar                            | Alemanha              | 2006         | [ 75 ]  |
| 19  | Mohammed Nabbous         | Jornalista                            | Líbia                 | 1983         | [ 76 ]  |
| 20  | Agostinho Januszewicz    | Bispo                                 | Polónia               | 1930         | [ 77 ]  |
| 20  | Bob Christo              | Ator                                  | Índia                 | 1940         | [ 78 ]  |
| 20  | Néstor de Vicente        | Futebolista                           | Argentina             | 1964         | [ 79 ]  |
| 21  | José Gomes de Lima       | Sacerdote de candomblé                | Brasil                | 1930         | [ 80 ]  |
| 21  | Jesús Aranguren          | Futebolista                           | Espanha               | 1944         | [ 81 ]  |
| 21  | Ladislav Novák           | Futebolista                           | Chéquia               | 1931         | [ 82 ]  |
| 21  | Loleatta Holloway        | Cantora                               | Estados Unidos        | 1946         | [ 83 ]  |
| 21  | Nikolai Andrianov        | Ginasta                               | Rússia                | 1952         | [ 84 ]  |
| 21  | Pinetop Perkins          | Músico                                | Estados Unidos        | 1913         | [ 85 ]  |
| 22  | Artur Agostinho          | Jornalista, radialista e actor        | Portugal              | 1920         | [ 86 ]  |
| 22  | Patrick Doeplah          | Futebolista                           | Libéria               | 1990         | [ 87 ]  |
| 22  | José Soriano             | Futebolista                           | Peru                  | 1918         | [ 88 ]  |
| 23  | Elizabeth Taylor         | Atriz                                 | Inglaterra            | 1932         | [ 89 ]  |
| 23  | Leonard Weinglass        | Advogado                              | Estados Unidos        | 1933         | [ 90 ]  |
| 23  | Richard Leacock          | Cineasta                              | Inglaterra            | 1921         | [ 91 ]  |
| 23  | Liana Duval              | Atriz                                 | Brasil                | 1927         | [ 92 ]  |
| 23  | Trevor Storton           | Futebolista                           | Inglaterra            | 1949         | [ 93 ]  |
| 24  | Affonso Camargo Neto     | Político                              | Brasil                | 1929         | [ 94 ]  |
| 24  | Anselmo Müller           | Bispo                                 | Brasil                | 1931         | [ 95 ]  |
| 24  | Dudley Laws              | Ativista                              | Jamaica               | 1934         | [ 96 ]  |
| 24  | Lanford Wilson           | Escritor                              | Estados Unidos        | 1937         | [ 97 ]  |
| 25  | Hugo Midón               | Diretor de teatro                     | Argentina             | 1944         | [ 98 ]  |
| 25  | Thomas Farkas            | Fotógrafo                             | Hungria               | 1924         | [ 99 ]  |
| 26  | Alexander Barykin        | Músico                                | Rússia                | 1952         | [ 100 ] |
| 26  | Diana Wynne Jones        | Escritora                             | Inglaterra            | 1934         | [ 101 ] |
| 26  | Enn Klooren              | Ator                                  | Estónia               | 1940         | [ 102 ] |
| 26  | František Havránek       | Atleta                                | Chéquia               | 1923         | [ 103 ] |
| 26  | Geraldine Ferraro        | Política                              | Estados Unidos        | 1935         | [ 104 ] |
| 26  | Harry Coover             | Inventor                              | Estados Unidos        | 1917         | [ 105 ] |
| 26  | Lula Côrtes              | Músico                                | Brasil                | 1949         | [ 106 ] |
| 26  | Paul Baran               | Pioneiro da internet                  | Estados Unidos        | 1926         | [ 107 ] |
| 26  | Roger Abbott             | Comediante                            | Canadá                | 1946         | [ 108 ] |
| 27  | Clement Arrindell        | Político                              | São Cristóvão e Neves | 1931         | [ 109 ] |
| 27  | DJ Megatron              | DJ                                    | Estados Unidos        | 1979         | [ 110 ] |
| 27  | Dorothea Puente          | Criminosa                             | Estados Unidos        | 1929         | [ 111 ] |
| 27  | Farley Granger           | Ator                                  | Estados Unidos        | 1925         | [ 112 ] |
| 27  | George Tooker            | Pintor                                | Estados Unidos        | 1920         | [ 113 ] |
| 27  | H. R. F. Keating         | Escritor                              | Inglaterra            | 1926         | [ 114 ] |
| 28  | Wenche Foss              | Atriz                                 | Noruega               | 1917         | [ 115 ] |
| 29  | Edith Klestil            | Primeira-dama                         | Áustria               | 1932         | [ 116 ] |
| 29  | José Alencar             | Político e empresário                 | Brasil                | 1931         | [ 117 ] |
| 29  | Robert Tear              | Cantor de ópera                       | País de Gales         | 1939         | [ 118 ] |
| 30  | Ângelo de Sousa          | Pintor e escultor                     | Portugal              | 1938         | [ 119 ] |
| 30  | Nutan Prasad             | Ator                                  | Índia                 | 1945         | [ 120 ] |
| 31  | Claudia Heill            | Judoca                                | Áustria               | 1982         | [ 121 ] |